# 印度尼西亞世界遺產列表

根據聯合國教科文組織（UNSECO）1972年制訂的《保護世界文化和自然遺產公約》，世界遗产是指對全世界人類都具有「突出的普世價值」（Outstanding Universal Value，OUV），在地理或歷史上具有可辨識與特殊意義的遺產項目。印度尼西亞於1989年7月6日批准該公約後，其文化和自然遺產才有資格列入世界遺產名錄。
截至2023年，聯合國教科文組織已在印度尼西亞指定了10個世界遺產，其中6個是文化遺產，4個是自然遺產，另有18項遺產列入預備名單。遺產入選《世界遺產名錄》前原則上須列入預備名單。印度尼西亞世界遺產總數在東南亞位居第一。
印度尼西亞在1991年有4處地點入選《世界遺產名錄》，分別為婆羅浮屠寺廟群、馬戎格庫龍國家公園、科莫多国家公园、普蘭巴南寺廟群；1996年桑义兰早期人类遗址入選；1999年洛伦茨国家公园入選；2004年苏门答腊热带雨林入選；2012年巴厘省文化景觀：以蘇巴克為三界和諧哲學的載體入選；2019年沙哇倫多的翁比林煤礦遺產遺產入選；2023年日惹宇宙中轴线及其历史地标入选。

## 遺產名單
以下表格中列出印度尼西亞10項世界遺產的資訊，其中「名稱」為世界遺產委員會所訂名稱；「圖片」為該遺產的代表圖片；「地點」為該遺產所在的省分或城市；「入選年份」為遺產入選世界遺產的年份；「編碼」為世界遺產官網上的編碼，聯合國教科文組織根據10項標準收錄世界遺產，入選的每個世界遺產必須符合至少1項標準，其中第一項（i）至第六項（vi）為文化遺產，第七項（vii）至第十項（x）則為自然遺產，同時符合文化及自然遺產標準的為複合遺產；「簡介」為該遺產之簡介。順序按世界遺產編號排列。
文代表文化遺產，自代表自然遺產，自文代表雙重遺產。
| 名稱                                         | 圖片 | 地點                           | 入選年份 | 編碼與入選標準                    | 簡介 |
| -------------------------------------------- | ---- | ------------------------------ | -------- | --------------------------------- | --- |
| 婆羅浮屠寺廟群                               |      | 中爪哇省                       | 1991     | 592 文 (i), (ii), (vi)            | 婆羅浮屠寺廟群包含婆羅浮屠、曼都寺、帕翁寺，均創建於西元8世紀至9世紀，位於爪哇島中部中爪哇省馬吉冷縣。婆羅浮屠為當中最大，也最富盛名的寺廟，由九個堆疊的平台組成，其中下方六個約略為方形、上方三個為圓形。頂部有一座中央圓頂。整座佛寺有2,672塊浮雕:35-36，該遺址在聯合國教科文組織的援助下於1970年代重建。帕翁寺在婆羅浮屠東方約1,750（5,740英尺）處，曼都寺在帕翁寺東方約1,150（3,770英尺）處，帕翁寺與曼都寺為規模較小的寺廟。三座佛寺排列成一直線。 |
| 桑义兰早期人类遗址                           |      | 中爪哇省                       | 1996     | 593 文 (iii), (vi)                | 桑義蘭早期人類遺址在1936－1941年進行挖掘，發現早期原始人類化石。這裡先後發現50種化石，包括遠古巨人、直立猿人/直立人，占世界已知原始人類化石的一半。此處為150萬年前人類始祖的居住地，豐富的出土文物使得桑義蘭成為研究人類演化最重要的地區之一。 |
| 馬戎格庫龍國家公園                           |      | 万丹省、楠榜省                 | 1991     | 608 自 (vii), (x)                 | 馬戎格庫龍國家公園位於爪哇島的西南端，包括馬戎格庫龍半島和幾個近海島嶼。該國家公園在地質研究上具有重要意義，特別是為內陸火山研究提供很好的例證。此外，這裡還保留爪哇平原上面積最大的低地雨林。有幾種瀕危物種，其中受威脅最大的是爪哇犀牛。 |
| 科莫多国家公园                               |      | 東努沙登加拉省、西努沙登加拉省 | 1991     | 609 自 (vii), (x)                 | 科莫多國家公園位於東努沙登加拉省和西努沙登加拉省的交接地帶——小巽他群岛地區，原先建立國家公園目的為保護世上最大的蜥蜴科摩多巨蜥，後來擴及其他受威脅的生物。世界其他地方未發現科摩多巨蜥的生存蹤跡，這些蜥蜴引發研究進化論的科學家們極大興趣。 |
| 普蘭巴南寺廟群                               |      | 日惹特区                       | 1991     | 642 文 (i), (iv)                  | 普蘭巴南寺廟群建於8－10世紀:406，位於爪哇島中部的日惹特區，是印度尼西亞最大的印度教建築群。六座寺廟在同心廣場的正中間，其中三座主寺廟飾有羅摩衍那史诗的浮雕，分別供奉印度教的三位主神（湿婆、毗濕奴和羅摩）；另外三座為守護神靈的動物而建造。 |
| 洛伦茨国家公园                               |      | 巴布亚省                       | 1999     | 955 自 (viii), (ix), (x)          | 洛倫茨國家公園面積為2.35萬平方公里，為东南亚最大的國家公園，也是世界唯一既包括積雪覆蓋的山地，又有熱帶海洋環境、以及廣闊低地沼澤的國家公園。它位於兩個大陸板塊交界之處，地質情況複雜，既有山脈的形成，又有冰河的作用。這裡還保存化石遺址，記載新幾內亞生命的進化。此地區擁有具地方特色的動植物及豐富的生物多樣性。 |
| 苏门答腊热带雨林†                            |      | 亞齊特區、占碑省、楠榜省       | 2004     | 1167 自 (vii), (ix), (x)          | 蘇門答臘熱帶雨林由三個國家公園組成：古農列尤擇、布吉克尼西士巴拉，以及巴瑞杉西拉坦，合計面積為2.6萬平方公里。保護區中擁有豐富的生物多樣性，約有1萬種植物，包括17個特有種；580種鳥類，21種是當地特有種；超過200種哺乳動物，22種僅在亞洲出現，15種僅限於印度尼西亞，其中包括蘇門答臘猩猩。因存在偷獵、非法砍伐、侵占土地作為農業用等問題，2011年起被列為瀕危世界遺產。                                                                                    |
| 巴厘省文化景觀：以蘇巴克為三界和諧哲學的載體 |      | 巴厘省                         | 2012     | 1194rev 文 (ii), (iii), (v), (vi) | 巴厘省文化景觀由五個水稻梯田及其水神廟組成，面積為195平方公里，其歷史可追溯到9世紀运河和堰的水利管理系統，此系統被稱為苏巴克。蘇巴克反映了「三界和諧」（巴厘语：Tri Hita Karana）的哲學概念，該概念匯集了精神、人類世界和自然的境界，其源於巴厘島與印度在過去2,000年的文化交流，塑造了巴厘島的景觀。 |
| 沙哇倫多的翁比林煤礦遺產                     |      | 西苏门答腊省                   | 2019     | 1610 文 (ii), (iv)                | 翁比林煤礦位於蘇門答臘島西苏门答腊省的沙哇倫多，為荷屬東印度政府於19世紀末至20世紀初興建，用於開採、加工和運輸蘇門答臘此偏遠地區的優質煤炭。遺址包含採礦地、礦區集鎮、位於德魯巴羽港（Port of Teluk Bayur）的煤炭倉儲設施以及連接礦區和海港的鐵路網。翁比林煤礦遺產地是一個能夠進行高效的深度採礦、加工、運輸和出口煤炭的綜合體系。 |
| 日惹的宇宙中轴线及其历史地标                 |      | 日惹特区                       | 2023     | 1671 文 (i), (ii), (iv)           | 日惹於1756年建城，為日惹蘇丹國的都城。日惹的中心轴线由哈孟库布沃诺一世苏丹于18世纪划定，以日惹王宫為中心，采南北走向，全长6公里，连接起默拉皮火山和印度洋，沿线分布着诸多文化古迹。整条中轴线展现了爪哇文化中与宇宙有关的核心信仰，包括对生命周期的理解。 |

## 預備名單
除已入選名錄的遺產外，接受《保護世界文化和自然遺產公約》的成員國還可以把遺產項目列入預備名單，原則上任何遺產在提名《世界遺產名錄》前都必須經過入選預備名單的過程，方可列入《世界遺產名錄》。截至2023年，印度尼西亞預備名單有18項遺產，順序按世界遺產編號排列。 
| 名稱                                                                       | 圖片 | 地點         | 入選年份 | 編碼與入選標準                   | 簡介 |
| -------------------------------------------------------------------------- | ---- | ------------ | -------- | -------------------------------- | --- |
| 倍吞克理渾國家公園（婆羅洲的熱帶雨林跨境遺產）*                            |      | 西加里曼丹省 | 2004     | 1871 自 (viii), (ix), (x)        | 倍吞克理渾國家公園位於婆罗洲的西加里曼丹省，成立於1995年，面積為8,000平方公里，生態群系為热带雨林，內有許多瀕危生物。倍吞克理渾國家公園位於印度尼西亞與马来西亚邊境，與馬來西亞的蘭扎恩地茂野生動物保護區（面積為2,000平方公里）合組「婆羅洲的熱帶雨林跨境遺產」，列入世界遺產的預備名單。 |
| 布纳肯国家公园                                                             |      | 北苏拉威西省 | 2005     | 2002 自 (vii), (viii), (ix), (x) | 布納肯國家公園成立於1991年，為苏拉威西岛北部的一個海洋公園，面積890.65平方公里，其中97%是海洋，3%是陸地，是390餘種珊瑚的棲息地，也有許多魚類、軟體動物、爬行動物和海洋哺乳動物在此生活，為印度尼西亞熱帶水域生態系統的代表。                                                               |
| 拉賈安帕特群島                                                             |      | 西巴布亞省   | 2005     | 2003 自 (vii), (x)               | 拉賈安帕特群島位於印度尼西亞東部的西巴布亞省，由超過1,500個小型島嶼、珊瑚礁和淺灘組成，擁有豐富的海洋生物，包括1,309種魚類、537種珊瑚和699種软体动物。 |
| 塔卡博內拉特國家公園                                                       |      | 南苏拉威西省 | 2005     | 2005 自 (vii), (viii), (ix), (x) | 塔卡博內拉特國家公園為一處位於南蘇拉威西省外海的環礁群，面積2,200平方公里，為世界第三大環礁，僅次於馬紹爾群島共和國瓜加林環礁，與马尔代夫胡瓦杜環礁（Huvadhu Atoll），擁有豐富的海洋生態。                                                                                                 |
| 瓦卡托比國家公園                                                           |      | 南苏拉威西省 | 2005     | 2006 自 (vii), (viii), (ix), (x) | 瓦卡托比國家公園為一處位於南蘇拉威西省外海的海洋公園，面積1.39萬平方公里，有四個主要島嶼，擁有大量的珊瑚礁以及豐富的熱帶海洋生態。 |
| 德拉旺群島                                                                 |      | 東加里曼丹省 | 2005     | 2007 自 (x)                      | 德拉旺群島位於婆羅洲的東加里曼丹省，由31個島嶼組成，有豐富的生物多樣性，有872種珊瑚魚、502種珊瑚生長，也是印度尼西亞最大的綠蠵龜産卵地。 |
| 托拉查人傳統定居地                                                         |      | 南苏拉威西省 | 2009     | 5462 文 (iv), (v), (vi)          | 托拉查人是居住在印度尼西亞南蘇拉威西省山區的原生少數民族，預備名單為10處托拉查人傳統定居地，包含東閣南（Tongkonan）、糧倉、畜圈、墓葬、宗教場所等，其文化仍然保留著早期南岛民族的文化特徵。                                                                                                |
| 巴沃馬達盧沃                                                               |      | 北苏门答腊省 | 2009     | 5463 文 (i), (iv), (vi)          | 巴沃馬達盧沃為位於印度尼西亞蘇門答臘島北蘇門答臘省的一個村莊，位於海拔約400公尺的山丘上，距離海岸約4公里，村莊面積約5公頃。村內有許多建於18世紀的當地原住民的傳統建築，以木材建成，約有500棟房屋，最大的一棟為酋長的屋子。                                                                 |
| 穆拉塔庫斯複合遺址                                                         |      | 廖內省       | 2009     | 5464 文 (i), (iv), (vi)          | 穆拉塔庫斯複合遺址（穆拉塔庫斯禪邸）為一處佛教寺廟建築群，推測是古國三佛齐時期的遺物，建於11世紀至12世紀。穆拉塔庫斯禪邸為蘇門答臘保存最完整的古代佛教佛教寺廟建築群。。 |
| 穆阿羅占碑寺廟群                                                           |      | 占碑省       | 2009     | 5465 文 (ii), (iii), (iv)        | 穆阿羅占碑寺廟群位於印度尼西亞蘇門答臘島占碑省，面積2,062公頃，有82座磚造的古建築，經考證為7世紀至14世紀古國末罗瑜至三佛齐時期的建築，其混合佛教與印度教風格。 |
| 多烏蘭－滿者伯夷王國故都                                                   |      | 东爪哇省     | 2009     | 5466 文 (i), (v)                 | 多烏蘭為東爪哇古國满者伯夷的都城，遺址分布於長11公里，寬9公里的區間內，有寺廟、陵墓、浴池、住宅、水渠等，顯示14－15世紀時此地為人口稠密的都市。 |
| 馬羅斯－龐克史前洞穴群                                                     |      | 南苏拉威西省 | 2009     | 5467 自 (ix)                     | 馬羅斯－龐克史前洞穴群位於印度尼西亞南蘇拉威西省，該處已列為班迪穆倫－布魯薩拉恩國家公園，地貌為喀斯特地形，除了有多樣的生態之外，另外還有多處史前時代的岩畫。 |
| 桑庫利郎－孟加里哈特：史前時代岩畫                                         |      | 東加里曼丹省 | 2015     | 6009 文 (iii)                    | 桑庫利郎－孟加里哈特地質公園位於婆羅洲的東加里曼丹省，當地有數千至數萬個繪畫於紅色岩石上的史前岩畫，主題包括生活、舞蹈、狩獵和儀式，可以顯現當時的生活型態。 |
| 雅加达老城（舊巴達維亞老城區）和四個離島（安魯斯、刻羅、喀庇丹、比達達里） |      | 雅加达       | 2015     | 6010 文 (ii), (iii), (iv), (v)   | 雅加達老城由荷兰东印度公司於1619年建立，為17至18世紀荷蘭殖民城市規劃和建築的典範。保護範圍長約1.5公里、寬約1公里，並包含周邊的4個小島：安魯斯島、刻羅（Kelor）、喀庇丹（Cipir dan）、比達達里（Bidadari）。範圍有市政廣場、市政廳、城牆、倉庫、堡壘、運河、造船廠、清真寺、唐人街等遺跡。  |
| 三寶瓏老城                                                                 |      | 中爪哇省     | 2015     | 6011 文 (ii), (iii), (iv), (v)   | 三寶瓏老城建於17世紀，最初為荷蘭東印度公司的要塞，1824年拆除城牆後，城市規模逐漸擴大，演變為一個現代化的貿易城市，即為今日的三寶瓏。三寶瓏老城保存許多荷蘭殖民時期的歷史建築。 |
| 位於那伽里·西因因的傳統聚落                                                |      | 西苏门答腊省 | 2015     | 6059 文 (iii), (v)               | 那伽里·西因因（Nagari Sijunjung）位於印度尼西亞蘇門答臘島的西蘇門答臘省，當地居民為米南佳保人，保存由古至今流傳下來的生活習慣與母系制度。保護範圍包括76棟傳統建築。 |
| 班達群島的歷史與海洋地標                                                   |      | 马鲁古省     | 2015     | 6065 文 (iii), (v)               | 班達群島亦稱「香料群島」，在荷蘭、英國和葡萄牙殖民時期，為生產珍貴香料肉豆蔻核仁（nutmeg）和肉豆蔻皮（mace）的唯一地點，班達群島上的遺跡顯示歐洲在此地殖民的歷史。 |
| 茂物植物园                                                                 |      | 西爪哇省     | 2018     | 6353 文 (i), (ii), (iv)          | 茂物植物園位於西爪哇省茂物，1817年由荷蘭植物學家卡斯珀·格奥尔格·卡尔·瑞华德所創建，園內有超過一萬五千種植物，蘭花館內有超過三千種蘭花。此植物園見證印度尼西亞植物学發展歷史。 |

## 腳註
1. ↑  . 喬治亞州立大學.   [2021-08-01]. （原始内容存档于2021-12-04） （英语）.
2. ↑  . UNESCO World Heritage Centre. 2015-10-25  [2021-03-18]. （原始内容存档于2016-08-27） （英语）.
3. 1 2  . 聯合國教科文組織.   [2021-03-18]. （原始内容存档于2016-11-27） （英语）.
4. 1 2  . 聯合國教科文組織.   [2021-03-18]. （原始内容存档于2012-02-29） （英语）.
5. 1 2  . UNESCO World Heritage Centre.   [2021-07-19]. （原始内容存档于2021-07-19） （英语）.
6. ↑  . 聯合國教科文組織.   [2021-03-18]. （原始内容存档于2016-06-12） （英语）.
7. ↑  Soekmono.  (PDF). Paris: Unesco Press. 1976  [2008-08-17]. ISBN 92-3-101292-4. （原始内容存档 (PDF)于2014-11-06） （英语）.
8. ↑  . 聯合國教科文組織.   [2021-03-18]. （原始内容存档于2017-10-10） （英语）.
9. ↑  . 聯合國教科文組織.   [2021-03-18]. （原始内容存档于2017-07-05） （英语）.
10. ↑  . 聯合國教科文組織.   [2021-03-18]. （原始内容存档于2017-07-05） （英语）.
11. ↑  . 聯合國教科文組織.   [2021-03-18]. （原始内容存档于2015-12-18） （英语）.
12. ↑  『インドネシアの事典』 (1991)
13. ↑  . 聯合國教科文組織.   [2021-03-18]. （原始内容存档于2017-07-05） （英语）.
14. ↑  . 聯合國教科文組織.   [2021-03-18]. （原始内容存档于2017-07-05） （英语）.
15. ↑  . 聯合國教科文組織.   [2021-03-18]. （原始内容存档于2012-08-09） （英语）.
16. ↑  . UNESCO World Heritage Centre. 2011-06-22  [2022-02-23]. （原始内容存档于2016-10-20） （英语）.
17. ↑  . 聯合國教科文組織.   [2021-03-18]. （原始内容存档于2017-07-05） （英语）.
18. ↑  . 聯合國教科文組織.   [2021-03-18]. （原始内容存档于2021-02-27） （英语）.
19. ↑  . 聯合國教科文組織.   [2023-09-19]. （原始内容存档于2023-09-19） （英语）.
20. ↑  . UNESCO World Heritage Centre. 2015-10-25  [2021-03-18]. （原始内容存档于2017-07-20） （英语）.
21. ↑  . 聯合國教科文組織.   [2021-03-18]. （原始内容存档于2012-01-12） （英语）.
22. ↑  . 聯合國教科文組織.   [2021-03-18]. （原始内容存档于2012-01-12） （英语）.
23. ↑  . 聯合國教科文組織.   [2021-03-18]. （原始内容存档于2012-08-07） （英语）.
24. ↑  . 聯合國教科文組織.   [2021-03-18]. （原始内容存档于2012-01-13） （英语）.
25. ↑  . 聯合國教科文組織.   [2021-03-18]. （原始内容存档于2012-06-17） （英语）.
26. ↑  . 聯合國教科文組織.   [2021-03-18]. （原始内容存档于2012-08-06） （英语）.
27. ↑  . 聯合國教科文組織.   [2021-03-18]. （原始内容存档于2012-02-28） （英语）.
28. ↑  . 聯合國教科文組織.   [2021-03-18]. （原始内容存档于2012-08-07） （英语）.
29. ↑  . 聯合國教科文組織.   [2021-03-18]. （原始内容存档于2012-08-07） （英语）.
30. ↑  . 聯合國教科文組織.   [2021-03-18]. （原始内容存档于2020-11-25） （英语）.
31. ↑  . 聯合國教科文組織.   [2021-03-18]. （原始内容存档于2019-10-20） （英语）.
32. ↑  . 聯合國教科文組織.   [2021-03-18]. （原始内容存档于2012-08-07） （英语）.
33. ↑  . 聯合國教科文組織.   [2021-03-18]. （原始内容存档于2015-09-08） （英语）.
34. ↑  . 聯合國教科文組織.   [2021-03-18]. （原始内容存档于2015-07-15） （英语）.
35. ↑  . 聯合國教科文組織.   [2021-03-18]. （原始内容存档于2015-09-04） （英语）.
36. ↑  . 聯合國教科文組織.   [2021-03-18]. （原始内容存档于2015-07-15） （英语）.
37. ↑  . 聯合國教科文組織.   [2021-03-18]. （原始内容存档于2015-09-06） （英语）.
38. ↑  . 聯合國教科文組織.   [2021-03-18]. （原始内容存档于2018-07-22） （英语）.

## 外部連結
- （英文）世界遺產官方網站－印度尼西亞 （页面存档备份，存于）